# Crescendo
|  | Per a altres significats, vegeu «Crescendo (desambiguació)». |

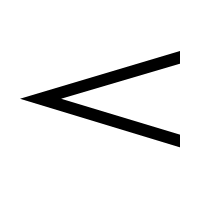
Figura 1. Regulador de crescendo.

Crescendo ("creixent" en italià) és un terme usat en notació musical per indicar que s'ha d'augmentar gradualment la intensitat del so, és a dir, un matís dinàmic de transició. La indicació oposada al crescendo és decrescendo.
Aquesta indicació pertany a la categoria coneguda com a dinàmica de transició, que referint-se al fet que la intensitat d'un o més sons pot ser augmentada o disminuïda de forma gradual. Aquestes són les indicacions directament relacionades amb el terme crescendo:
| Increment de la intensitat | Increment de la intensitat  | Increment de la intensitat | Increment de la intensitat             |
| Nom                        | Abreviatura                 | Signe                      | Significat                             |
| -------------------------- | --------------------------- | -------------------------- | -------------------------------------- |
| Crescendo                  | cresc.                      |                            | Increment progressiu de la intensitat. |
| Accrescendo                | accresc.                    |                            | Increment progressiu de la intensitat. |
| Augmentando                | aum.                        |                            | Increment progressiu de la intensitat. |
| Rinforzando                | rf., rfz., rinf. o rinforz. |                            | Reforçant el so progressivament.       |

L'execució de la dinàmica musical és relativa i sol ser subjectiva. Depèn de l'estil o període històric al que pertanyi l'obra, ja que existeixen certs convencionalismes estètics; però també depèn de la consideració personal i l'estat emocional de l'intèrpret. Els matisos com forte o piano no tenen un significat precís ja que són indicacions relatives i dependran de la graduació de dinàmiques que s'utilitzi en una determinada obra. Quan en una composició el matís de major intensitat és fortissimo (fff), forte (f) serà un matís d'intensitat intermèdia. Així mateix, caldrà tenir en compte l'acústica de l'espai on es va a interpretar la peça. En una sala de concert gran hauran d'exagerar-se els matisos, mentre que un lloc petit requerirà el contrari. És igualment subjectiva l'execució de dinàmiques de transició com els crescendi i decrescendi, ja que deixen a l'intèrpret un ampli marge per decidir de quin matís parteix i en qual finalitza.

## Representació gràfica
Aquest matís dinàmic pot aparèixer representat en les partitures o particel·les mitjançant unes indicacions especials que solen col·locar-se a sota del pentagrama, concretament sota la nota on comença aquesta dinàmica. Per a assenyalar en notació musical l'augment progressiu de la intensitat es pot usar indistintament qualsevol d'aquestes tres opcions:
- El terme crescendo. En la majoria dels casos aquests noms s'escriuen en italià, encara que és possible trobar també indicacions en altres idiomes especialment en composicions dels darrers temps.
- L'abreviatura del terme cresc. Es pren el terme anterior i es representa de forma abreujada amb les lletres en cursiva.
- Un signe gràfic que s'anomena regulador i s'usa per indicar una variació gradual de la intensitat del so. El signe presenta una forma de tascó obert pel costat dret que es va tancant cap al costat esquerre.

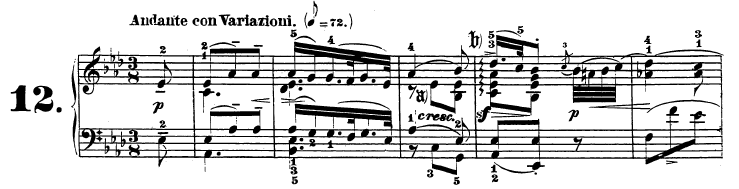
Figura 2. Mostra de notació. Compassos inicials del primer moviment de la sonata 26 de Beethoven

L'obra se segueix tocant a la intensitat decreixent marcada des del punt on apareix el terme o abreviatura en endavant fins que aparegui una nova indicació de dinàmica. En el cas d'estar representat el crescendo mitjançant un regulador, el propi signe assenyala en quin punt s'ha de començar i en quin punt s'ha de finalitzar l'augment gradual de la intensitat.

## Història i exemples
La utilització d'aquests matisos es generalitza a partir del Classicisme, segona meitat del segle xviii, amb el propòsit que l'intèrpret aconseguís una execució més propera a la idea del compositor. En el segon terç del segle xviii, quan encara la indicació de dinàmica era una cosa excepcional, només afectava a la frase o motiu en qüestió. Però des de finals del XVIII fins als nostres dies, l'intèrpret ha de mantenir-la fins que aparegui un nou indicador de dinàmica. A partir del segle xviii la dinàmica musical va assumir una significació pròpia i independent. Cosina la dinàmica de transició que s'assenta sobretot en els crescendi i diminuendi, per sobre de la dinàmica de graus del Barroc. L'orquestra de Mannheim és coneguda per haver aplicat aquestes dinàmiques per primera vegada.
Al llarg del segle XX van aparèixer una sèrie de símbols que complementaven als reguladors:
- Un regulador de crescendo que s'eixampla sobtadament en la part final, significa que el crescendo ha d'accelerar-se amb un efecte dramàtic al final. Per la seva banda, un regulador de diminuendo que s'inicia eixamplat i s'abreuja sobtadament, implica l'efecte invers a l'anterior.
- Una línia recta que en la seva part final presenta un eixamplament sobtat, suposa la interpretació d'un matís estable fins a l'efecte sobtat del final.
- Un regulador de diminuendo que apareix seguit d'un petit cercle, indica que s'ha de reduir la força fins a aconseguir la desaparició total del so. Per contra, un regulador de crescendo precedit del petit cercle suposarà un augment de la intensitat que part del silenci.

Entre els exemples més cèlebres d'aplicació d'aquest matís dinàmic hi ha el Boléro de Maurice Ravel. Es tracta d'un ballet per a orquestra que només utilitzaria un tema i un contra-tema repetits i en el qual l'únic element de variació provindria dels efectes d'orquestració que sustentarien un immens crescendo al llarg de tota l'obra.